# Речицкий сельсовет (Могилёвская область)
Ре́чицкий сельсовет — административная единица на территории Чериковского района Могилёвской области Белоруссии.

## Состав
Речицкий сельсовет включает 13 населённых пунктов:
- Богдановка — деревня.
- Вымочь — деревня.
- Глинь — деревня.
- Зори — деревня.
- Латыщино — деревня.
- Лещевино — посёлок.
- Михалин — деревня.
- Мостково — посёлок.
- Охорь — деревня.
- Речица — агрогородок.
- Устье — деревня.
- Холоблин — деревня.
- Ямки — деревня.

Упразднённые населённые пункты на территории сельсовета:
- Ближняя Речица
- Гайков
- Комаровичи
- Победа
- Степанов — деревня.
- Торжев

## Географическое положение
Сельсовет расположен на востоке Чериковского района Могилёвской области.

## История
20 августа 1924 года основан Речицкий сельский Совет с центром в деревня Речица, которая известна с XVIII века.
После прокладки в 1851 году Магилево-Варшавской дороги в деревня Речица размещалась почтовая станция, которая имела 11 лошадей.
В 1880 году помещик имел здесь 89 десятин земли.
В 1905 году открыта казённая винная лавка.
В 1911 году — почтовое отделение.
В начале XX века входит в состав Комаровичской волости Чериковского района.
В ноябре 1918 года создана коммуна.
В 1924 году открыта 4-х летняя школа (в 1925 году в ней училось 50 учеников).
В 1940 году в деревне Речица проживало 250 человек в 81 хозяйстве.
Во время оккупации гитлеровцы сожгли 71 хозяйство. В центре деревни Речица в братской могиле похоронено 26 воинов и партизан, которые погибли при освобождении воинами 238-й стрелковой дивизии 50-й армии. В память о земляках, которые погибли в борьбе против фашизма, в центре деревни установлена стела.
В 2007 году Речица стала агрогородком.

## Промышленность и сельское хозяйство
- ОАО «Чериковрайагропромтехснаб»

## Учреждения культуры
- Речицкий сельский Дом культуры
- Богдановский сельский клуб
- Зорский центр творчества
- Глинская сельская библиотека
- Речицкая сельская библиотека
- Глинский сельский клуб
- Зорская сельская библиотека

## Учреждения здравоохранения
- Глинский фельдшерско-акушерский пункт
- Зорский фельдшерско-акушерский пункт
- Речицкий фельдшерско-акушерский пункт

## Учреждения образования
- ГУО «Речицкая средняя школа»
- ГУО «Речицкие ясли-сад»
- ГУО «Глинский учебно-педагогический комплекс ясли-сад-школа»